# Richard Fran Biegenwald
Richard Fran Biegenwald (* 24. August 1940 im Rockland County, New York, USA; † 10. März 2008 in Trenton, New Jersey, USA) war ein US-amerikanischer Serienmörder, der zwischen 1958 und 1983 im Monmouth County, New Jersey mindestens neun Menschen getötet hat und mindestens zweier weiterer Fälle verdächtigt wurde.

## Kindheit und Jugend
Biegenwald wurde als Kind von seinem alkoholabhängigen Vater regelmäßig geschlagen. Im Alter von fünf Jahren setzte er die Wohnung der Familie in Brand und wurde daraufhin zur Beobachtung in eine psychiatrische Klinik eingewiesen. Mit acht Jahren trank er bereits  Alkohol und betrieb Glücksspiel. Im Alter von neun wurde er im New Yorker Bellevue Hospital einer Elektroschocktherapie unterzogen. Anschließend wurde er in eine staatliche Knabenanstalt in Warwick eingewiesen. Während seines dortigen Aufenthalts wurde er beschuldigt, zu stehlen und andere Insassen zur Flucht anzustiften. Wenn er seine Mutter auf Staten Island besuchte, entwendete er ihr Geld. Im Alter von elf Jahren zündete er sich in der Wohnung seiner Mutter selbst an. Im Alter von 16 Jahren schloss er die achte Schulklasse erfolgreich ab und wurde aus der Anstalt entlassen, um die High School zu besuchen. Diese brach er jedoch bereits nach wenigen Wochen ab. Kurz danach ging er nach Nashville und blieb dort für zwei Jahre. Nachdem er ein Auto gestohlen hatte und damit nach Kentucky gefahren war, wurde er von Bundesagenten unter der Anklage festgenommen, einen gestohlenen Wagen über eine Bundesstaatsgrenze transportiert zu haben.

## Erster Mord
Nachdem er 1958 zu seiner Mutter zurückgebracht worden war, stahl er erneut ein Auto und fuhr damit nach Bayonne. Dort raubte er ein Lebensmittelgeschäft aus und tötete den Verkäufer. Anschließend floh er aus dem Staat New Jersey, wurde jedoch bereits zwei Tage später in Salisbury im Staat Maryland festgenommen, nachdem er dort einen Polizisten erschossen hatte. Er wurde nach New Jersey ausgeliefert und dort wegen Mordes zu einer lebenslangen Freiheitsstrafe verurteilt. 1974 wurde er jedoch nach 16 Jahren Haft wegen guter Führung entlassen.

## Leben nach der vorzeitigen Entlassung
Die nächsten drei Jahre lebte er ohne aufzufallen von Gelegenheitsarbeiten. 1977 wurde er der Vergewaltigung verdächtigt, außerdem wurde nach ihm gefahndet, weil er es versäumt hatte, sich bei seinem Bewährungshelfer zu melden. Wegen der Vergewaltigung wurde er 1980 in Brooklyn festgenommen. Nachdem das Opfer ihn jedoch bei einer Gegenüberstellung nicht identifiziert hatte, wurde er freigelassen. Nach seiner Freilassung heiratete Biegenwald und zog mit seiner Frau nach Asbury Park.

## Erneute Festnahme
Am 4. Januar 1983 erschoss Biegenwald in Ocean Township die achtzehnjährige Anna Olesiewicz. Er hatte die junge Frau zuvor in Asbury Park in seinen Wagen gelockt. Ihr Leichnam wurde von spielenden Kindern auf einem bewaldeten Grundstück in der Nähe von Biegenwalds Haus gefunden. Er wies keine Anzeichen sexuellen Missbrauchs auf. Im Kopf wurden vier Kugeln gefunden.
Eine Freundin seiner Frau informierte die Polizei, nachdem er ihr die Leiche einer jungen Frau gezeigt hatte, die er in seiner Garage versteckt hatte. Am 22. Januar 1983 umstellte die Polizei Biegenwalds Haus und nahm ihn und seinen gerade dort zu Besuch weilenden Freund Dherran Fitzgerald fest. Die Durchsuchung des Hauses förderte neben einer Rohrbombe, mehreren Faustfeuerwaffen, einem Maschinengewehr, Rohypnol und Marihuana eine lebende Puffotter zu Tage. Außerdem wurden Grundrisse verschiedener Geschäftsviertel gefunden.
Während des Verhörs erzählte Fitzgerald von der Leiche einer weiteren jungen Frau, die Biegenwald ihm in seiner Garage gezeigt habe und gab an, er habe ihm dabei geholfen, diese zum Haus seiner Mutter auf Staten Island zu transportieren und dort im Keller zu vergraben. Dort sei er außerdem beim Graben auf die Reste einer Leiche gestoßen, die Biegenwald dort früher vergraben habe. Fitzgerald führte die Polizei außerdem zu drei weiteren Leichen. Ein neuntes Opfer wurde in einem flachen Grab in Neptune City gefunden. Es handelte sich um den mit Biegenwald befreundeten entflohenen Sträfling William Ward. Diesem hatte er fünfmal in den Kopf geschossen.

## Verfahren und Urteil
Die Beweismittel reichten nur bei fünf der Mordfälle für eine Anklage. Ein Geschworenengericht im Monmouth County befand Biegenwald in allen angeklagten Fällen für schuldig. Er wurde zunächst zum Tode durch eine tödliche Injektion verurteilt. In der zweiten Instanz wurde die Strafe jedoch in eine vierfache lebenslange Freiheitsstrafe ohne die Möglichkeit einer vorzeitigen Entlassung umgewandelt. Diese verbüßte Biegenwald im New Jersey State Prison. Während des Verfahrens wurde bekannt, dass auch die Tochter eines Mafioso zu seinen Opfern zählte. Daraufhin setzte dieser ein Kopfgeld von 100.000 US-$ für denjenigen aus, der Biegenwald tötet. Einem Wärter gegenüber hat Biegenwald angeblich zugegeben, in New Jersey, Maryland, Pennsylvania und New York an die 300 Frauen getötet zu haben.
Der im Verfahren gegen Biegenwald als Kronzeuge aufgetretene Fitzgerald, dessen Aussagen wesentlich zum Urteil gegen jenen beigetragen hatten, wurde im Gegenzug nur wegen illegalen Waffenbesitzes und Beihilfe zum Mord in jeweils einem Fall angeklagt und erhielt eine zehnjährige Haftstrafe, nach deren Verbüßung er 1994 entlassen wurde.